# Kon-K
Kon-K（コンケイ、1993年9月17日 - ）は、日本のミュージシャン、作詞家、作曲家、編曲家、音楽プロデューサー。
青森県出身。血液型はA型。株式会社スコップ・ミュージック所属。

## 来歴
3歳でエレクトーン、10歳でDTMソフトを使用した作曲や、自宅レコーディングを開始。
当時からセルフプロデュースでの楽曲制作を始め、2009年「高校生シンガーソングライター」として16歳でCMデビュー。
高校在学中に日本テレビ系列・24時間テレビ 「愛は地球を救う」の地元枠やTV・CM・ラジオ等に出演した。
17歳で作曲家デビュー。高校生にして秋田県のご当地アイドルグループpramoのプロデュースなどを手掛けた。
株式会社スコップ・ミュージックに所属し、アニメソングや映画主題歌の作曲・編曲家としても活動の幅を広げている。                          

## 主な楽曲提供

### アーティスト
- 愛美
  - 「MAYDAY」（共作曲）
  - 「LIGHTS」（共作曲）
- 井口裕香
  - 「EVERYTHING」（編曲）
- 上野優華
  - 「あの日の私へ」（作曲・編曲）
- every♥ing!
  - 「ケサランパサラン」（編曲）
- 大橋彩香
  - 「Doing Now!」（作詞・作曲・編曲）
  - 「Pray for link」（作曲・編曲）
- KOTOKO
  - 「call」（作曲・編曲）
- 私立恵比寿中学
  - 「イイトモ」（作曲）
- スフィア
  - 「DREAMS, Count down!」（作曲・編曲）
  - 「Jolly Dolly's Music!!!」（編曲）
- 玉井詩織
  - 「暁」（共作曲）
- チームしゃちほこ
  - 「マジ感謝」（共編曲）
  - 「チームしゃちほこの野菜生活体操」（共作詞・共作曲）
- Sonmi
  - 「My Treasure」（編曲）
- 夏川椎菜
  - 「gravity」（作曲・編曲）
  - 「gravity (Album Mix)」（作曲・編曲）
- NICOLE
  - 「Memories」（作詞・作曲・編曲）
- pramo
  - 「100%(うんめい)の確率」（作詞・作曲・編曲・プロデュース）
  - 「踊りまっしょいKOMACHI」（作詞・作曲・編曲）
  - 「シンデレLove!」（作詞・作曲・編曲・プロデュース）
  - 「時代をハジメルよっ！」（作詞・作曲・編曲・プロデュース）
  - 「ハタハタ音頭」（作詞・作曲・編曲・プロデュース）
  - 「PEACEFUL WORLD〜秋田の戦士きりたんぽ〜」（作詞・作曲・編曲・プロデュース）
  - 「FIGHTING POSE」（作詞・作曲・編曲・プロデュース）
  - 「街〜ありがとう〜」（作詞・作曲・編曲・プロデュース）
  - 「祭りだぜぃ！」（作詞・作曲・編曲）
- まゆドットこむ〜かみねんず〜
  - 「KIMI CONNECTION」（作詞・作曲・編曲・プロデュース）
  - 「HEY彼女」（作曲・編曲・プロデュース）
  - 「HEBANA」（作詞・作曲・編曲・プロデュース）
  - 「乙女の心は万華鏡」（作詞・作曲・編曲・プロデュース）
- Mia REGINA
  - 「ETERNALエクスプローラー」（作曲・編曲）
- 水樹奈々
  - 「SUPER☆MAN」（作詞・作曲）
- M!LK
  - 「妄想ドン・キホーテ」（作曲・編曲）
- みきちゅ
  - 「歌姫」（編曲）
  - 「キラキラ」（編曲）
  - 「フローズンストロベリー」（編曲）
  - 「Morning magic」（編曲）
  - 「恋愛パズル」（編曲）
- 水瀬いのり
  - 「Ring of Smile」（作曲・編曲）
- ROOT FIVE
  - 「理想世界」（作詞・作曲・編曲）
- わーすた
  - 「Just be yourself」（作曲・編曲）
- 渡部優衣
  - 「JUMPER」（作詞・作曲・編曲）

### ジャニーズ事務所関連
- 滝沢歌舞伎 10TH Anniversary
  - 「IZANAMI」（作詞・作曲・編曲）
  - 「鶴王の仇討ち」（作曲・編曲）
- 滝沢歌舞伎 2016
  - 「蝶の戦い」（作曲・編曲）
- Johnnys' Summer Paradise 2016 
  - ハシツアーズ OPENING DANCE（作曲・編曲）
- Hey! Say! JUMP I/Oth Anniversary Tour 2017-2018
  - Ｉ／Ｏ　ＤＡＮＣＥ　ＴＷＯ（作曲・編曲）

### アニメ・キャラクターソング
- アイドルマスター SideM
  - Jupiter［天ヶ瀬冬馬（寺島拓篤）、御手洗翔太（松岡禎丞）、伊集院北斗（神原大地）］
    - 「Planet Scape」（作曲・編曲）

  - DRAMATIC STARS［天道輝（仲村宗悟）、桜庭薫（内田雄馬）、柏木翼（八代拓）］
    - 「DRAMATIC NONFICTION」（編曲）
- あんハピ♪
  - TVアニメあんハピ♪ キャラクターソングシリーズ4 ［はなこ＆ヒバリ＆ぼたん　CV.花守ゆみり＆白石晴香＆安野希世乃］
    - 「春夏秋冬ハッピーデイズ♪」（作曲・編曲）

  - TVアニメああんハピ♪ キャラクターユニットソングシリーズ2［ヒバリ&ヒビキ CV.白石晴香&山村響］
    - 「Hi･Ba･Na」（作曲・編曲）
- 温泉むすめ
  -     - 「おはようジャポニカ」（作曲・編曲）
    - 「粉雪フレンズ」（作曲・編曲）
    - 「未来イマジネーション」（作曲・編曲）
    - 「ロマンスの林檎」（作曲・編曲）
- 拡散性ミリオンアーサー
- Guinevere
  - グィネヴィア（伊瀬茉莉也）
    - 「円卓の円舞曲」（作曲・編曲）
- 黒子のバスケ
  - 黒子テツヤ (cv. 小野賢章) & 火神大我 (cv.  小野友樹)
    - 「そしてこれから、何度でも」（作曲・編曲）
- さばげぶっ! 
  - 鳳美煌（内山夕実）・経堂麻耶（Lynn）
    - 「Fashionable Passion」（編曲）
- Regulus
  - 「Beautiful World」(作詞・作曲・編曲)
- 食戟のソーマ 
  - キャラクターソングシリーズ Side Girls 1 薙切えりな／CV.種田梨沙
    - 「百皿繚乱☆献立バトル~starring 薙切えりな~」（編曲）

  - キャラクターソングシリーズ Side Girls 2 田所 恵／CV.高橋未奈美
    - 「笑顔にしたいから」（編曲）
    - 「百皿繚乱☆献立バトル~starring 田所恵~」（編曲）

  - キャラクターソングシリーズ Side Girls 3 水戸郁魅／CV.石上静香
    - 「百皿繚乱☆献立バトル 〜starring 水戸郁魅〜」（編曲）

  - キャラクターソングシリーズ Side Boys 1 四宮小次郎／CV.中村悠一
    - 「百皿繚乱☆献立バトル 〜starring 四宮小次郎〜」（編曲）

  - キャラクターソングシリーズ Side Boys 2 タクミ・アルディーニ／CV.花江夏樹
    - 「百皿繚乱☆献立バトル 〜starring タクミ・アルディーニ〜」（編曲）

  - キャラクターソングシリーズ Side Boys 3 幸平創真／CV.松岡禎丞
    - 「百皿繚乱☆献立バトル 〜starring 幸平創真〜」（編曲）
- ダンボール戦機ウォーズ
  - 瀬名アラタ（逢坂良太）、星原ヒカル（石塚さより）、出雲ハルキ（前野智昭）
    - 「ぼくたちのウォーズ」（編曲・コーラス）
- ドリフェス
  -     - 「アブラカダブラ魔法の呪文」（作曲・編曲）
- 響け!ユーフォニアム
  - 川島緑輝（CV.豊田萌絵）
    - 「流線コントラスト」（編曲）
    - 「I LOVE MUSIC」（作曲・編曲）
- ファンタジスタドール
  - ささら（津田美波）、小明（長谷川明子）
    - 「カラクリドール」（作詞・作曲・編曲）
- ラブライブ!
  - μ's
    - 「Dreamin' Go! Go!!」（編曲）
- ラブライブ!サンシャイン!!
  - CYaRon!
    - 「夜空はなんでも知ってるの？」（作曲・編曲）

  - AZALEA
    - 「LONELY TUNING」（作曲・編曲）